# Луций Юлий Цезарь (претор 166 года до н. э.)
Луций Юлий (Цезарь) (лат. Lucius Iulius (Caesar); умер после 166 года до н. э.) — римский политический деятель из патрицианского рода Юлиев, претор 166 года до н. э.

## Биография
Предположительно, Луций Юлий был сыном претора 183 года до н. э., носившего то же имя. Упоминается в источниках только в связи с событиями 166 года до н. э., когда он занимал должность претора (при этом его когномен не указывается). Неизвестно, какое назначение по жребию получил Луций Юлий — это могла быть Дальняя Испания, Ближняя Испания, Сицилия или Сардиния, также претора могли оставить в Риме.
Возможно, Луций Юлий идентичен упомянутому Плинием Старшим претору Цезарю, внезапно умершему в должности.